# Daniel Gillies
Daniel Gillies (Winnipeg, 1976. március 14. –) kanadai születésű új-zélandi színész.
Fontosabb televíziós szerepei voltak a Hope Klinika, a Vámpírnaplók és a The Originals – A sötétség kora című sorozatokban.

## Fiatalkora
A kanadai Winnipegben született. Ötéves korában szülei (mindketten új-zélandi származású egészségügyi dolgozók) visszaköltöztek Új-Zélandra. Daniel Invercargillben nőtt fel, majd Hamiltonban járt iskolába. A színészet iránt kezdett érdeklődni és mivel nem talált megfelelő lehetőséget, 2001-ben hat hétre Ausztráliába, Sydneybe költözött, mielőtt visszatért volna két hónapra szülőhazájába, ahol pincérként és mosogatóként dolgozott. Hamarosan Los Angelesbe költözött.

## Pályafutása
Karrierje a 2000-es Street Legal című jogi drámasorozattal kezdődött, melyben egy éven át Tim O'Connor szerepét alakította. Megkapta Kirsten Dunst és Tobey Maguire oldalán John Jameson szerepét a Pókember 2. (2002) című nagy sikerű mozifilmben.
2010-ben vendégszerepelt az NCIS-ben, majd ugyanebben az évben ráosztották Elijah Mikaelson szerepét a Vámpírnaplók című sorozatban. Rövid időn belül a közönség kedvence lett, ezért többször is visszatért a sorozat epizódjaiba. 2013-ban a The Originals – A sötétség korában (mely a Vámpírnaplók spin-offja) már főszereplőként alakította Mikaelsont. Főszerepet kapott a Hope Klinika (2012–2015) című misztikus sorozatban is.

## Magánélete
2021-ig Rachael Leigh Cook színésznő férje volt. 2003 decemberében tartották az eljegyzést, majd 2004-ben házasodtak össze.

Két gyermekük született: Charlotte Easton (2013–) és Theodore Vigo Sullivan Gillies (2015–).

## Filmográfia

### Film
| Év   | Magyar cím                | Eredeti cím               | Szerep              | Megjegyzések                   |
| ---- | ------------------------- | ------------------------- | ------------------- | ------------------------------ |
| 1998 |                           | A Soldier's Sweetheart    | orvos               |                                |
| 2001 | Úgysem hall senki         | No One Can Hear You       | Dirk Mettcalfe      |                                |
| 2002 |                           | Various Positions         | Marcel              |                                |
| 2004 | Pókember 2.               | Spider-Man 2              | John Jameson        | magyar hangja Papp Dániel      |
| 2004 |                           | Trespassing               | Mark                |                                |
| 2004 | Mátkaság és legényélet    | Bride and Prejudice       | Johnny Wickham      | magyar hangja Dolmány Attila   |
| 2006 |                           | The Sensation of Sight    | Dylan               |                                |
| 2007 | Rabság                    | Captivity                 | Gary Dexter         |                                |
| 2007 |                           | Matters of Life and Death | Jimmy               | rövidfilm                      |
| 2008 |                           | Uncross the Stars         | Troy                |                                |
| 2012 |                           | Broken Kingdom            | Jason '80'          | filmrendező és forgatókönyvíró |
| 2020 | Megszállás: Zápor projekt | Occupation: Rainfall      | Hayes repülőezredes |                                |
| 2021 |                           | Coming Home in the Dark   | Mandrake            |                                |

### Televízió
| Év        | Magyar cím                        | Eredeti cím                   | Szerep                | Megjegyzések                                                     |
| --------- | --------------------------------- | ----------------------------- | --------------------- | ---------------------------------------------------------------- |
| 1999      | Az ifjú Herkules kalandjai        | Young Hercules                | Antos                 | 1 epizód                                                         |
| 2000      |                                   | Cleopatra 2525                | jóképű fickó          | 1 epizód                                                         |
| 2000      |                                   | Street Legal                  | Tim O'Connor          | főszereplő (26 epizód)                                           |
| 2002      |                                   | Mentors                       | Artúr király          | 1 epizód                                                         |
| 2002      |                                   | Jeremiah                      | Simon                 | 1 epizód                                                         |
| 2002      | A Hókirálynő                      | Snow Queen                    | Delfont Chalfont      | tévéfilm                                                         |
| 2005      |                                   | Into the West                 | Ethan Biggs           | minisorozat (1 epizód)                                           |
| 2007      | A horror mesterei                 | Masters of Horror             | Jack Miller           | 1 epizód                                                         |
| 2010      | Glades – Tengerparti gyilkosságok | The Glades                    | Dave Rollins          | 1 epizód                                                         |
| 2010      | True Blood – Inni és élni hagyni  | True Blood                    | Jon                   | 1 epizód                                                         |
| 2010      | NCIS                              | NCIS                          | Peter Malloy őrmester | 1 epizód                                                         |
| 2010–2014 | Vámpírnaplók                      | The Vampire Diaries           | Elijah Mikaelson      | 23 epizód                                                        |
| 2012–2015 | Hope Klinika                      | Saving Hope                   | Dr. Joel Goran        | főszereplő (1–3. évad)                                           |
| 2013–2018 | The Originals – A sötétség kora   | The Originals                 | Elijah Mikaelson      | - főszereplő - rendező (2 epizód) - magyar hangja: - Papp Dániel |
| 2017      | SEAL Team                         | SEAL Team                     | Nate Massey           | - 1 epizód - magyar hangja: - Szatmári Attila                    |
| 2017      |                                   | The Lost Wife of Robert Durst | Robert Durst          | tévéfilm                                                         |
| 2019–2022 |                                   | Virgin River                  | Mark                  | visszatérő szereplő                                              |
| 2022      | A hírolvasó                       | The Newsreader                | Charlie               | főszereplő (2. évad)                                             |
| 2024–     |                                   | Sight Unseen                  | Jake Campbell         | főszereplő (1. évad)                                             |

## Fordítás
Ez a szócikk részben vagy egészben  a   Daniel Gillies című angol Wikipédia-szócikk ezen változatának fordításán alapul.  Az eredeti cikk szerkesztőit annak laptörténete sorolja fel. Ez a jelzés csupán a megfogalmazás eredetét és a szerzői jogokat jelzi, nem szolgál a cikkben szereplő információk forrásmegjelöléseként.